# Tommy Taylor
Thomas "Tommy" Taylor (ur. 29 stycznia 1932, zm. 6 lutego 1958) – angielski piłkarz, grający na pozycji napastnika. Jeden z tzw. Dzieci Busby'ego, młodego zespołu budowanego przez menedżera Matta Busby'ego w połowie lat 50. Był w gronie ośmiu zawodników, którzy zginęli w katastrofie lotniczej w Monachium.
Karierę rozpoczął w lokalnym zespole, w którym występował na pozycji lewoskrzydłowego. W wieku 16 lat został wypatrzony przez skautów Barnsley, którzy zaproponowali mu treningi w klubie. W drużynie zadebiutował 7 października 1950 w wygranym 3:1 meczu z Grimsby Town. Przez cztery sezony gry wystąpił w 44 meczach strzelając 26 bramek. Częstsze występy uniemożliwiały mu liczne kontuzje. W 1953 został sprzedany do Manchesteru United za rekordowe wówczas 29 999 funtów. Suma nie wyniosła 30 tysięcy, jako że menedżer Matt Busby nie chciał wywierać ciśnienia na piłkarzu, który już musiał żyć ze świadomością bycia najdroższym graczem w historii. W swoim pierwszym meczu w barwach United przeciwko Preston North End zdobył dwa gole. Wyróżniał się szybkością i silnymi strzałami, co pomogło mu zostać jednym z najlepszych strzelców klubu. Był tak ważnym członkiem zespołu, że Matt Busby odrzucił wartą 65 000 funtów ofertę Interu Mediolan. Stanowił również pewny punkt drużyny narodowej, w której to w 19 spotkaniach strzelił 16 bramek. Z Manchesterem zdobył mistrzostwo Anglii w 1956. Jego karierę przerwała katastrofa lotnicza w Monachium, w której zginął wraz z siedmioma kolegami z drużyny.

## Literatura
- Seweryn Lipoński – "Słynne kluby piłkarskie" – Biblioteka Gazety Wyborczej